# 안 퐁텐
안 퐁텐(Anne Fontaine, 1959년 7월 15일 ~ )은 룩셈부르크의 영화 감독, 영화 각본가, 전직 배우이다.

## 작품 목록

### 영화 연출
- 연애는 대개 비극으로 끝난다 (1993, Les histoires d'amour finissent mal... en général)
- 오거스틴 (1995, Augustin)
- 드라이클리닝 (1997, Nettoyage à sec)
- 오거스틴 2 - 쿵후대왕 (1999, Augustin, roi du kung-fu)
- 아버지 죽이기 (2001, Comment j'ai tué mon père)
- 나탈리 (2003)
- Entre ses mains (2005)
- Nouvelle Chance (2006)
- 모나코 여인 (2008, La Fille de Monaco)
- 코코 샤넬 (2009)
- 마이 워스트 나이트메어 (2011)
- 투 마더스 (2013)
- 마담 보바리 (2014)
- 아뉴스 데이 (2016)
- 마빈 (2017, Marvin ou la Belle Éducation)
- 폴리스 (2020)

### 영화 출연
- 말 타는 소녀 (1980, Tendres Cousines)
- 문제없음 (1999, Pas de scandale)